# 计划乡
计划乡，是中华人民共和国贵州省黔东南苗族侗族自治州榕江县下辖的一个乡镇级行政单位。

## 行政区划
计划乡下辖以下地区：
加两村、乌虐村、加去村、加化村、摆底村、计怀村、计划村、摆拉村、摆王村、加早村、加退村、九秋村、加宜村和摆勒村。